# Corchaug

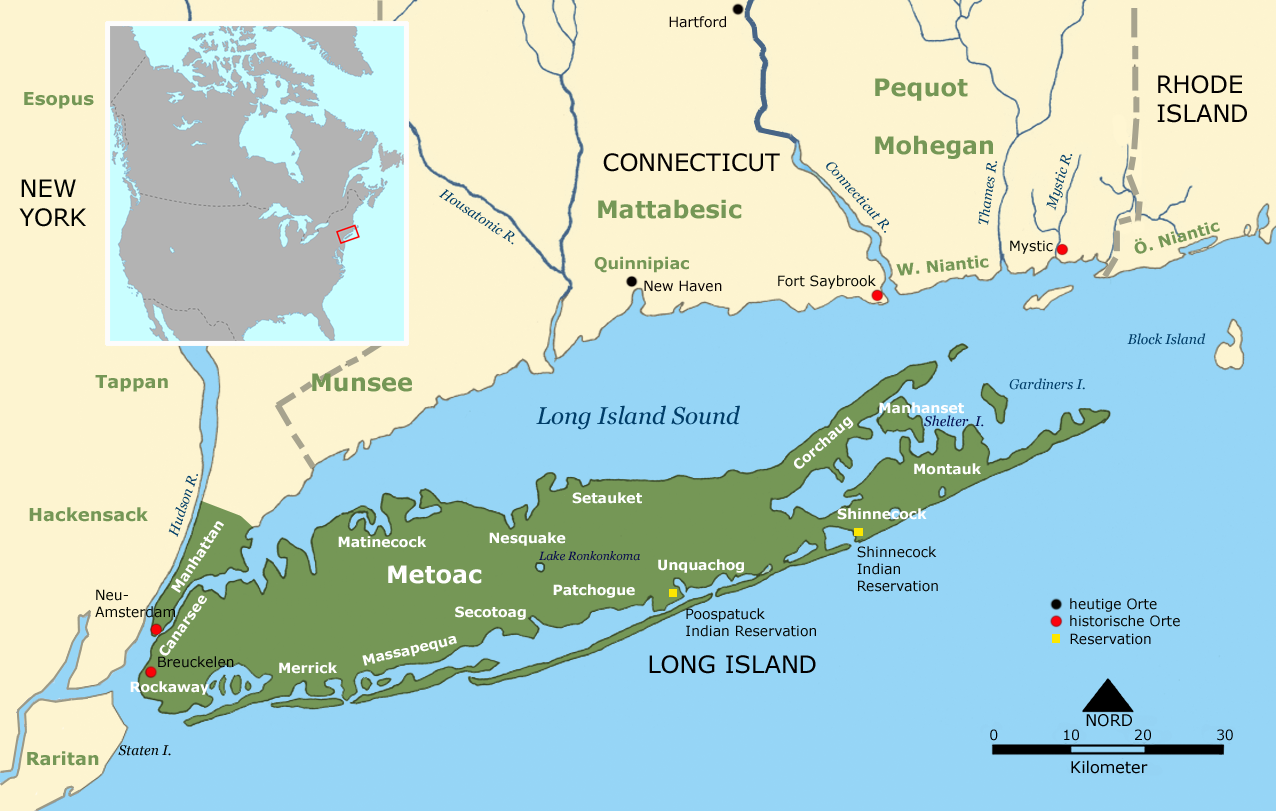
Wohngebiet der Corchaug und benachbarter Stämme um 1600

Die Corchaug waren einer von 14 algonkinsprechenden Indianerstämmen auf Long Island im US-Bundesstaat New York und lebten zu Beginn des 17. Jahrhunderts an der Nordküste der Insel, etwa dort, wo heute die Stadt Southold im Suffolk County liegt. Die Identität der Corchaug gilt heute als erloschen, da die letzten Überlebenden des Stammes im 18. Jahrhundert zu benachbarten Stämmen gingen und sich mit ihnen vermischten.
Obwohl es nachweislich schon vor 10.000 Jahren Bewohner der Nordgabel Long Islands gab, sind die Vorfahren der Corchaug um etwa 1000 n. Chr. dort eingewandert. Sie waren mit den drei anderen Stämmen auf dem östlichen Long Island, den Montauk, Shinnecock und Manhanset, verbündet und bildeten die Montauk-Konföderation. Die Sprache dieser vier Stämme war sehr eng verwandt (wenn nicht sogar identisch) mit der Mohegan-Pequot-Sprache und alle Stämme hatten sehr große Ähnlichkeiten in der Materialkultur. Jede dieser vier Gruppen in der Montauk-Konföderation besaß ein befestigtes Dorf, ein sogenanntes Fort, und die Stämme kommunizierten mittels Rauchsignalen miteinander. Von drei Forts sind keine Spuren mehr zu sehen, nur Fort Corchaug ist relativ unberührt erhalten geblieben. Der Archäologe Ralf Solecki hat diese Stätte als erster öffentlich bekannt gemacht.

## Wampum-Handel
Die Stämme auf Long Island zahlten Tribut an die Pequot, bevor dieser Stamm 1637 im Pequot-Krieg besiegt wurde, und waren später auch den Narraganset zu Tributzahlungen verpflichtet. Unter den Ureinwohnern im südlichen Neuengland und Long Islands war es üblich, dass die schwächeren an die stärkeren Gruppen Tributzahlungen in Form von Wampum leisteten. Generell waren die Stämme des Festlandes mächtiger, unterwarfen die Bewohner Long Islands und forderten ihren Tribut. So überquerten jährlich ganze Kanuladungen an Wampum den Long-Island-Sund nach Norden.
Der Wampumhandel scheint schon in der Zeit vor dem Kontakt mit Europäern bestanden zu haben, und sowohl die Herstellung als auch der Vertrieb von Wampum-Perlen sind von Marc Lescarbot, wie dies um 1606 zu beobachten war, gut beschrieben worden. Bevor es Metallwerkzeuge gab, wurden Muscheln auf steinernen Scheiben in die richtige Form geschliffen und mit steinernen Bohrern durchbohrt. Bald nach der Ankunft der Europäer gebrauchten die Indianer eiserne Bohrer und begannen, größere Mengen dieses Artikels für den Handel mit Holländern und Engländern zu produzieren, die ihn wiederum im Handel für Felle bei den Völkern im Inland und im Norden einsetzten. Werkzeuge, Herstellungsreste und halbfertige Perlen fand man in Mengen an Fundstätten der Corchaug, Mohegan und Narraganset aus dem 17. Jahrhundert. Wampum wurde ein echter Tauschartikel und war wahrscheinlich ein wichtiges Mittel, um die Indianer im südlichen Neuengland in die europäische Geldwirtschaft einzubinden.